# Хромих Іван Ілліч
Іван Ілліч Хромих (25 квітня 1916, село Василівське Лівенського повіту Орловської губернії, тепер Воловський район Липецької області, Російська Федерація — ?) — український радянський і компартійний діяч, депутат Верховної Ради УРСР 5-го скликання. Член ЦК КПУ в 1952—1954 роках.

## Біографія
Народився в родині селянина-середняка. У 1933 закінчив неповну середню школу в селі Василівському. У вересні 1933 — вересні 1934 року — статистик Воловської машинно-тракторної станції (МТС).
У вересні 1934 — вересні 1938 року — апаратник, начальник зміни цеху № 1 Воронезького заводу синтетичного каучуку № 2. Без відриву від виробництва закінчив робітничий факультет при заводі.
У вересні 1938 — липні 1941 року — студент Дніпропетровського металургійного інституту.
Член ВКП(б) з липня 1941 року.
З липня 1941 року — в Червоній армії, учасник Другої світової війни. У липні 1941 — січні 1942 року — рядовий, командир взводу у складі Дніпропетровського артилерійського училища на Південно-Західному фронті. У січні — березні 1942 року — курсант Дніпропетровського артилерійського училища у місті Томську.
У березні — серпні 1942 року — командир взводу 86-го артилерійського полку 54-ї стрілецької дивізії Карельського фронту. У серпні 1942 — липні 1944 року — командир взводу батареї курсантів артилерійського училища у місті Тамбові. У липні 1944 — травні 1945 року — начальник штабу окремого самохідного артилерійського дивізіону 5-ї стрілецької дивізії у містах Лєгниця, Познань, Краків (Польща). У січні 1946 року демобілізувався з Радянської армії.
У січні 1946 — листопаді 1947 року — студент Дніпропетровського металургійного інституту, інженер-металург.
У листопаді 1947 — грудні 1950 року — начальник зміни, заступник начальника мартенівського цеху металургійного заводу «Запоріжсталь» у місті Запоріжжі.
У грудні 1950 — листопаді 1953 року — партійний організатор (секретар парткому) ЦК ВКП(б) на металургійному заводі «Запоріжсталь» у місті Запоріжжі.
22 листопада 1953 — 17 березня 1958 року — 2-й секретар Запорізького міського комітету КПУ.
17 березня 1958 — 2 червня 1959 року — 1-й секретар Запорізького міського комітету КПУ.
У серпні 1959 — червні 1962 року — заступник головного інженера металургійного заводу «Запоріжсталь».
У червні 1962 — лютому 1963 року — головний інженер Управління промисловості чорної металургії Запорізької ради народного господарства.
20 лютого 1963 — 15 грудня 1964 року — завідувач промислово-транспортного відділу Запорізького промислового обласного комітету КПУ. 15 грудня 1964 — 22 грудня 1978 року — завідувач промислово-транспортного відділу Запорізького обласного комітету КПУ.
З грудня 1978 року — на пенсії.

## Нагороди
- орден Леніна (19.07.1958)
- три ордена Трудового Червоного Прапора (1966, 1971, 1976)
- орден Вітчизняної війни 2-го ступеня (1945)
- Срібний хрест (Польська Народна Республіка)
- медалі
- Почесна грамота Президії Верховної Ради УРСР (1978)